# Asosiasi Industri Rekaman Indonesia
La Asosiasi Industri Rekaman Indonesia (ASIRI) è un'organizzazione non governativa non a scopo di lucro in rappresentanza dell'industria musicale dell'Indonesia e i musicisti, interpreti, autori e compositori che ne fanno parte. È membro dell'International Federation of the Phonographic Industry.

## Certificazioni

### Album
| Certificazione | Numero di copie | Numero di copie |
| Certificazione | Domestico       | Internazionale  |
| -------------- | --------------- | --------------- |
| Oro            | 35 000          | 5 000           |
| Platino        | 75 000          | 10 000          |